# وزير النقل (الولايات المتحدة)
وزير النقل في الولايات المتحدة (بالإنجليزية: United States Secretary of Transportation)‏ هو رئيس وزارة النقل الأمريكية. يعمل الوزير كمستشار رئيسي لرئيس الولايات المتحدة في جميع الأمور المتعلقة بالنقل. يعد الوزير عضو قانوني في مجلس وزراء الولايات المتحدة. يشغل بيت بوتيجيج منصب وزير النقل منذ 3 فبراير 2021.

## وصلات خارجية
- الموقع الرسمي